# Asuka Kazama
Pour les articles homonymes, voir Kazama.
Asuka Kazama (風間 飛鳥, Kazama Asuka) est un personnage de la série de Namco Tekken,,. Asuka apparait pour la première fois dans Tekken 5 paru en 2004 sur borne d'arcade et en 2005 sur PlayStation 2 et deviendra un personnage récurrent dans la suite de la série, incluant les épisodes hors-série : Tekken Tag Tournament 2, Tekken 3D: Prime Edition et Tekken Revolution. En dehors de la série de Namco, Asuka apparaît dans le crossover de Capcom Street Fighter X Tekken, où elle fait équipe avec Lili Rochefort.

## Conception & design
Asuka est une jeune fille japonaise venant d'Osaka, elle hérite du gameplay de Jun Kazama de Tekken 2 reprenant une partie de ses coups. La voix japonaise d'Asuka est doublée par la seiyū Ryōko Shiraishi. Par ailleurs, on peut observer une confusion entre la comédienne qui a doublé la voix d'Asuka, et la musicienne Ryōko Shiraishi (ja), qui a interprété le titre Landscape Under The Ghost ~Kaminano~ pour la bande son de Tekken 2,. Dans Street Fighter X Tekken, elle est doublée par Seiko Ueda. Asuka apparaît également dans un manga publié par Ultra Jump où elle est l'un des personnages principaux, avec Jin Kazama et Lili Rochefort, et où elle y est représentée en première de couverture.
Dans Tekken 5, Asuka revêt une tenue d'Aïkido, un hakama noire et un aikidogi blanc. Sa deuxième tenue est une combinaison en cuir bleu avec le logo d'une hirondelle sur le dos. Dans Tekken 5: Dark Resurrection, sa combinaison ne change pas, juste les couleurs, qui deviennent noir et rouge. Sa troisième tenue est un uniforme scolaire avec un pull jaune sans manches sur une chemise à manches courtes de couleur blanche, une jupe à carreaux bleue et noire, des chaussettes bleu marine et des chaussures marron. Elle porte également des gants de couleur cyan, violet et blanc sans doigts avec le logo d'une hirondelle sur le dos de chaque gant.
Pour sa quatrième tenue, Asuka porte une robe traditionnelle japonaise noire avec une toile d'araignée comme motif, un obi rouge qui se glisse dans sa robe et un ruban noir attaché sur le côté de sa robe. Sa poitrine est recouverte par des pansements qui montent jusqu'à son cou. Elle a également avec cette tenue un tatouage sur sa jambe gauche avec comme inscriptions : Tsūtenkaku (通天閣, litt. « tour qui mène au ciel »). La tenue a été conçue par le mangaka Ōgure Ito, connu aussi sous le nom de « Oh! Great ». Dans Tekken 6, Asuka a un costume dessiné par l'artiste Mamoru Nagano, un ensemble comprenant un pull en laine jaune avec des rayures orange en forme de V, une jupe écossaise, des bas orange en nylon et des bottes noires pointues. Elle porte également une écharpe avec un pompon sur chaque extrémité,.
Dans Street Fighter X Tekken, le costume d'Asuka est basé sur Ibuki, elle porte une tenue de ninja entièrement bleu avec des résilles noires pour couvrir son décolleté, un pantalon de dogi ninja avec des doublures en filet et des protections sur ses pieds. Elle porte également un bandana bleu sur la tête et un masque qui recouvre la moitié inférieure de son visage. Elle a pour costume alternatif un uniforme militaire japonais traditionnel avec un pantalon violet avec des motifs à fleurs jaunes et une ceinture noire à la taille et des bottes noires et grises avec des rubans bleus attachés. Elle porte un bandana traditionnel japonais.

## Histoire
Un jour, en se rendant au dojo familial pour son entraînement quotidien, elle trouva le bâtiment complètement dévasté, et son père gravement blessé. Après l'avoir transporté à l'hôpital, elle tenta de lui faire dire qui était l'agresseur, mais plongé dans le coma, son père ne put rien lui dire. Rapidement cependant, un inspecteur de police chinois, Lei Wulong, lui apprit qu'il poursuivait un homme d'origine chinoise Feng Wei depuis plusieurs mois, car il était responsable de l'agression de nombreux directeurs de dojos en Chine et au Japon. Pour lui, c'était cet homme qui avait agressé le père d'Asuka. Selon Lei, Feng Wei était à la recherche de combattants à sa mesure et il pensait qu'il allait participer au « King of Iron Fist Tournament 5 », qui venait d'être annoncé, dans ce but,.
Folle de colère, Asuka décida de participer à son tour au tournoi, pour retrouver Feng et lui régler son compte. L'affrontement fut violent, mais c'est finalement Asuka qui l'emporta. C'est pendant la compétition cependant qu'elle apprit son lien de parenté avec Jin Kazama, mais celui-ci se transforma en Devil Jin et disparut avant qu'Asuka ait pu le rencontrer. Le tournoi fini, la jeune fille décida de rentrer au Japon pour aider à la convalescence de son père, et décida de remettre à plus tard ses retrouvailles avec Jin.
Elle croise dans le 5e tournoi Lili Rochefort qu'elle bat en combat singulier. Cette dernière, très vexée ne cesse de la poursuivre. Leur rivalité reste tout de même assez bon enfant et leur rencontres successives fait plus office de chamailleries de petites filles que de réelle combat. Il semble que Lili cherche plutôt une amie à taquiner qu'un véritable combat vengeur. Elle s'est d'ailleurs inscrite dans la même université qu'Asuka.
Quelque temps plus tard cependant, Jin, qui avait pris le contrôle de la Mishima Zaibatsu, déclencha une nouvelle guerre mondiale, et Asuka décida de participer au sixième tournoi, pour pouvoir approcher Jin et le mettre hors d'état de nuire. Elle échouera à retrouver Jin à temps avant qu'il ne parte affronter Azazel et disparaisse. À l'annonce du 7e tournoi, Asuka reçoit une invitation à participer, les frais d'inscription étant réglés à l'avance. C'est Lili, désireuse d'avoir sa revanche sur Asuka, qui a organisé la rencontre.

## Apparitions
(Notes : l'année concerne la sortie originale du jeu.)
- 2004 - Tekken 5
- 2005 - Tekken 5: Dark Resurrection
- 2007 - Tekken 6
- 2011 - Tekken Tag Tournament 2
- 2012 - Street Fighter X Tekken
- 2012 - Tekken 3D Prime Edition
- 2013 - Tekken Revolution
- 2015 - Tekken 7
- 2017 - Tekken Mobile
- 2024 - Tekken 8